# Allen Danziger
Pour les articles homonymes, voir Danziger.
Allen Danziger acteur américain né le 23 juillet 1942 à Boston, Massachusetts. Il est connu pour son rôle dans le film culte Massacre à la tronçonneuse (The Texas Chainsaw Massacre).

## Filmographie
- 2012 : Moxina (court métrage)
- 2007 : Cinemassacre's Monster Madness (documentaire) (épisode : The Texas Chainsaw Massacre) : Jerry
- 2000 : The American Nightmare (documentaire) : lui-même
- 2000 : Texas Chain Saw Massacre: The Shocking Truth (documentaire)
- 1974 : Massacre à la tronçonneuse (The Texas Chainsaw Massacre) : Jerry
- 1969 : Eggshells : Allen